# Francolí de Finsch
El francolí de Finsch (Scleroptila finschi) és una espècie d'ocell de la família dels fasiànids (Phasianidae) que habita al bosc miombo de la República del Congo, sud-oest de la República Democràtica del Congo, sud-est de Gabon i nord-oest d'Angola.